# 曾俊欣
曾俊欣（Tseng Chun-Hsin；2001年8月8日—）是一名中華民國網球職業選手，也是目前現任台灣「球王」。2018年賽季在澳網青少年單打賽事打進決賽，並於法網、溫網青少年組賽事贏得單打冠軍，曾俊欣為史上第一位在溫網青少年組男單打封王、繼2008年楊宗樺後取得青少年年終球王的台灣球員。於2019年夏季世界大學運動會代表中華臺北參加男子單打網球比賽，奪得金牌。

## 簡介
曾俊欣5歲時第一次打網球。曾俊欣從幼稚園中班開始學習打網球，進入台北市中山國小後，開始了有系統網球訓練。曾俊欣8歲時贏得主委盃全國青少年排名賽10歲組冠軍；曾俊欣9歲、10歲時2度贏得主委盃全國青少年排名賽12歲組冠軍；期間曾赴南韓、美國、法國、西班牙接受訓練及比賽。
在2009年曾俊欣8歲時首次出國參加韓國邀請賽。2011年曾俊欣未滿10歲時，經由網球協會理事長廖裕輝的幫助下，曾俊欣前往美國接受網球訓練及比賽。
自2015年起，台塑企業每年提供曾俊欣400萬元經費贊助。獲得贊助後，曾俊欣長期去歐洲接受高強度的網球訓練及出國比賽。曾俊欣從13歲起就開始在帕特里克·莫拉托格魯創辦的法國莫拉托格魯網球學院（Mouratoglou Tennis Academy）訓練。
2021年8月8日，在ITF未來賽羅馬尼亞皮特什蒂站，曾俊欣生涯首度同時拿下單打及雙打冠軍，而這也是曾俊欣的個人生涯第4座ITF未來賽單打冠軍。

## ATP挑戰賽突破
2021年12月19日，曾俊欣於葡萄牙馬亞獲得職業生涯第一座ATP挑戰賽冠軍，成為臺灣史上繼王宇佐、盧彥勳和莊吉生之後第四位拿下挑戰賽單打冠軍的選手。
2022年2月13日，曾俊欣於印度邦加羅爾獲得第二座ATP挑戰賽冠軍。 並於2022年3月義大利羅塞托-德利阿布魯齊舉行的挑戰賽獲得亞軍。
2022年4月10日，曾俊欣於西班牙莫夕亞獲得第三座ATP挑戰賽冠軍。

## 個人生活
民國90年出生的曾俊欣與羅傑·費德勒相隔20年同一天生日，亦同樣於16歲奪下溫網青少年組男單打冠軍，因父母親曾在樂華夜市擺攤賣冰糖葫蘆，曾俊欣暱稱為「夜市球王」。父親曾育德為業餘網球迷，曾俊欣從小受父親影響開始打網球，父親也為兒子取得網球教練證。曾俊欣的偶像是錦織圭。曾俊欣最喜歡的比賽場地是紅土。2018年曾俊欣和國際運動經紀公司IMG簽下經紀約。

## 生涯紀錄

### 職業賽事

#### 單打
| 單打賽事紀錄          |
| ATP 挑戰賽 (4冠/3亞)  |
| ITF 未來賽（4冠/1亞） |

| 結果 | 年份           | 賽事               | 場地 | 決賽對手                 | 對手排名 | 比分                        |
| 冠軍 | 2018年5月6日   | F1 (承天順化)      | 硬地 | Ly Hoang Nam             | 461      | 6–3, 7–6（7–0）             |
| 冠軍 | 2018年6月24日  | F9 (波瓦-迪瓦爾津) | 硬地 | 努诺·博尔热斯            | 548      | 6–3, 6–4                    |
| 冠軍 | 2018年7月29日  | F2 (臺北)          | 硬地 | 陳迪                     | 614      | 6–1, 6–7（5–7）, 7–6（7–1） |
| 亞軍 | 2019年7月28日  | 布拉格             | 紅土 | 马里奥·比莱利亚·马丁内斯 | 266      | 4–6, 2–6                    |
| 亞軍 | 2020年10月25日 | M25 (漢堡)         | 紅土 | 卡茨佩爾·祖克            | 284      | 4–6, 6–7(4–7)               |
| 冠軍 | 2021年8月8日   | M25 (皮特什蒂)     | 紅土 | Hernán Casanova          | 342      | 6–3, 3–6, 6–0               |
| 亞軍 | 2021年12月12日 | 馬亞               | 紅土 | 若弗雷·布朗卡诺          | 283      | 6–3, 3–6, 2–6               |
| 冠軍 | 2021年12月19日 | 馬亞               | 紅土 | 努诺·博尔热斯            | 210      | 5–7, 7–5, 6–2               |
| 冠軍 | 2022年2月13日  | 班加羅爾           | 硬地 | 博尔纳·戈约              | 288      | 6–4, 7–5                    |
| 亞軍 | 2022年3月20日  | 羅塞托德利亞布魯齊 | 紅土 | 曼努埃爾·吉納德          | 199      | 1–6, 2–6                    |
| 冠軍 | 2022年4月10日  | 莫夕亞             | 紅土 | 諾貝特·貢博斯            | 110      | 6–4, 6–1                    |
| 冠軍 | 2024年3月17日  | 塞克什白堡         | 紅土 | 蒂图安·德罗盖            | 167      | 4–1                         |

### 雙打
| 雙打賽事紀錄          |
| ATP 挑戰賽（1冠/0亞） |
| ITF 未來賽（1冠/0亞） |

| 結果 | 年份         | 賽事           | 場地 | 搭檔            | 決賽對手                     | 比分             |
| 冠軍 | 2021年8月8日 | M25 (皮特什蒂) | 紅土 | 瓦朗坦·鲁瓦耶   | 科朗坦·德諾利 克莱芒·塔比尔  | 4–6, 6–2, [10–8] |
| 冠軍 | 2024年4月7日 | C75 (巴列塔)   | 紅土 | 兹德涅克·科拉日 | 泰奥·阿里巴热 Benjamin Bonzi | 1–6, 6–3, [10–7] |

### 青少年賽事

#### 四大滿貫賽

##### 單打
| 排名 | 年份 | 賽事名稱         | 場地 | 對手                 | 比分                  |
| ---- | ---- | ---------------- | ---- | -------------------- | --------------------- |
| 亞軍 | 2018 | 澳洲網球公開賽   | 硬地 | 塞巴斯蒂安·          | 6–7（6–8）, 4–6       |
| 冠軍 | 2018 | 法國網球公開賽   | 紅土 | 塞巴斯蒂安·拜仁士    | 7–6（7–5）, 6–2       |
| 冠軍 | 2018 | 溫布頓網球錦標賽 | 草地 | 傑克·德雷珀          | 6-1, 6-7 （2–7）, 6-4 |
| 四強 | 2018 | 美國網球公開賽   | 硬地 | 蒂亚戈·赛博特·维尔德 | 2–6, 4–6              |

### 其他賽事
曾俊欣代表2019年夏季世界大學運動會中華台北代表團參加2019年夏季世界大學運動會網球比賽取得男子單打金牌及男子團體銅牌。

## 評價
溫網在官方Twitter發文寫道：「記住曾俊欣的名字，並習慣更多這樣的美技。」(Remember the name - Chun Hsin Tseng And get used to more plays like this.)

## 外部連結
- 曾俊欣的Facebook專頁
- 曾俊欣在Association of Tennis Professionals（英语）
- 曾俊欣在International Tennis Federation（英语）
- 曾俊欣在Davis Cup（英语）
- 曾俊欣在tennisabstract.com（英语）
- 曾俊欣在Olympedia（英语）
- 曾俊欣的Instagram帳戶